# شريطية وحيدة
الشريطية الوحيدة أو شريطية الخنزير (بالإنجليزية: Taenia solium)‏ هي من الديدان الشريطية حلقيات المحاجم وهي من عائلة الشريطيات الحقيقية.

## معرض صور

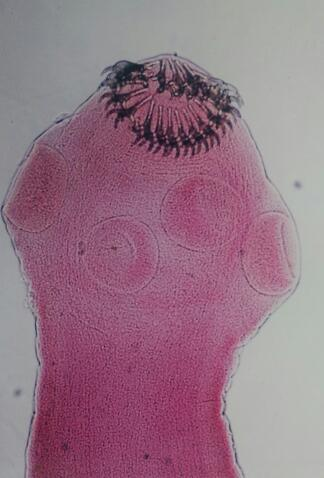
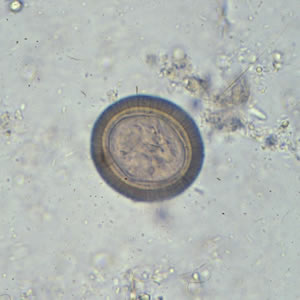
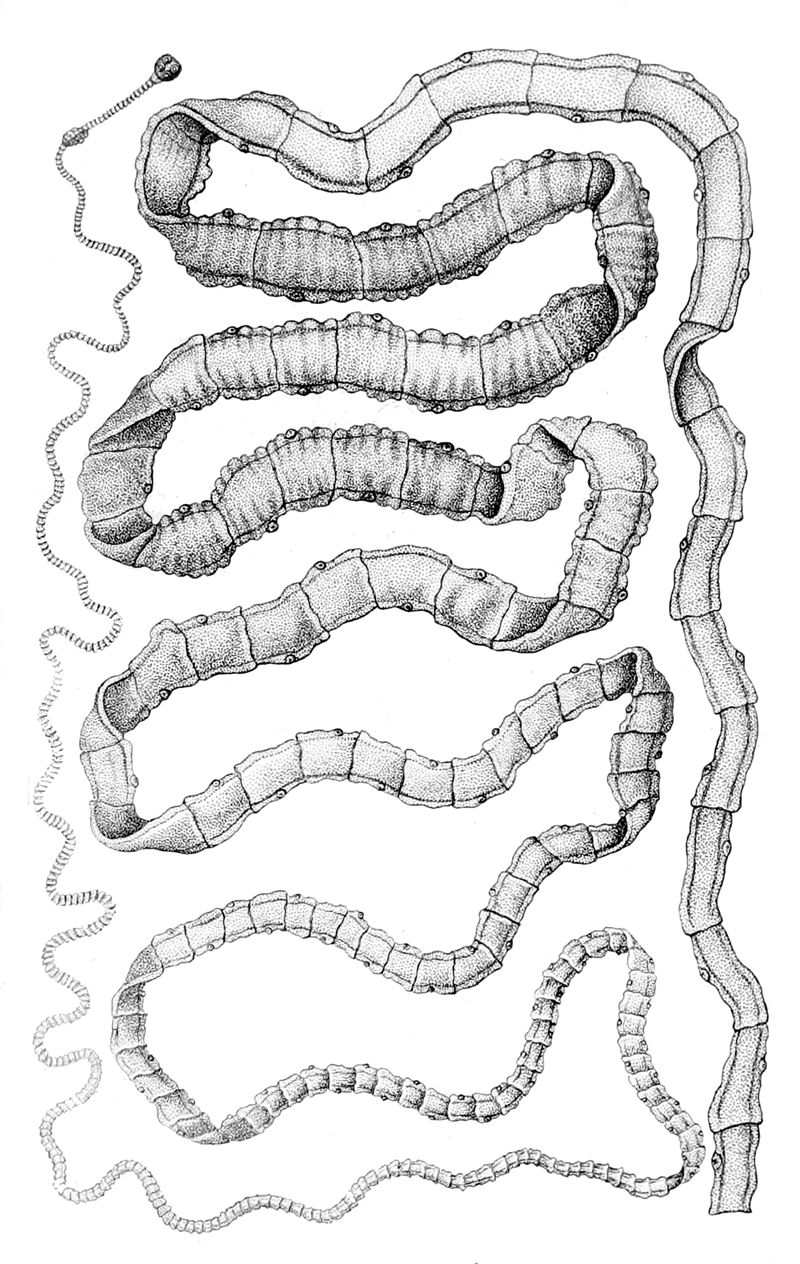

## وصلات خارجية
1. ↑  قاموس المعاني، تاريخ الولوج 26 ديسمبر 2014 نسخة محفوظة 05 مارس 2016 على موقع واي باك مشين.